# 首都师范大学科德学院
首都师范大学科德学院是首都师范大学与北京国融远景投资有限公司合办的一所独立学院，以艺术、传媒、工商为主要特色。

## 历史沿革
- 2004年5月，批准建立首都师范大学科德学院。

## 院系设置
- 艺术设计学院
- 传媒学院
- 演艺学院
- 国际商学院